# Satureja
Satureja L. é um género botânico da família das Labiadas, nativo das regiões temperadas do hemisfério norte, comum no Sul do continente europeu, em países como Portugal, Espanha, França, Itália e Balcãs, marcando também presença no Leste europeu, como na Ucrânia, e nas regiões do Próximo Oriente e Levante, como a Síria, Líbano e Israel, entre outros. As espécies deste género são vulgarmente chamadas segurelhas ou saturejas.
As espécies de Satureja têm como habitat preferencial sítios com boa exposição solar e solo de substracto calcário e bem drenado. 

## Sinonímia
- Ceratominthe Briq.
- Oreospacus Phil.

### Etimologia
As folhas de várias espécies deste género, são utilizadas como condimento desde a Antiguidade Clássica, para grelhados, molhos e legumes. De tal modo que o nome genérico, Satureja, provém do latim, sătŭrēia, e significa «planta aromática; planta saborosa».

## Descrição genérica

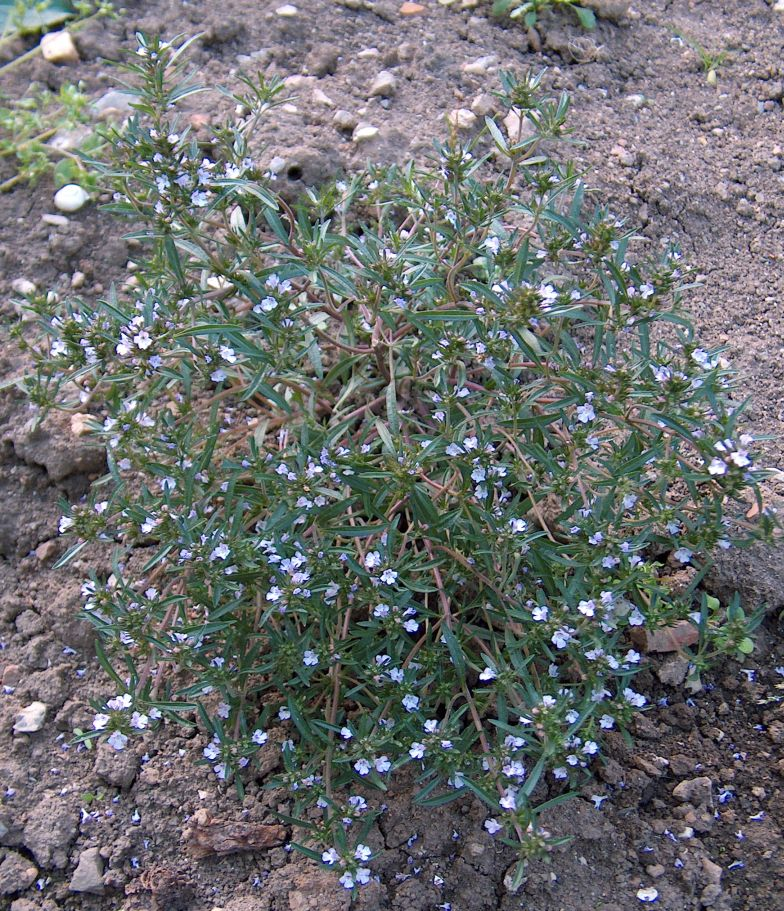
Sagurelha-de-verão

As espécie do género Satureja, caracterizam-se pelas inflorescências sob a forma de verticilastros, os quais são amiúde pauci-multifloros e axillares, por vezes com as folhas florais superiores bracteiformes.
Do que respeita às flores, costumam pautar-se pelo cálice roliço, campanulado ou tubuloso, regular ou mais ou menos bilabiado. As corolas com o tubo do tamanho do cálice ou maior, recto ou quase, bilabiada, com o lábio superior plano ou levemente côncavo, inteiro ou chanfrado, e o lábio inferior trilobado, com o lóbulo médio geralmente maior que os laterais. Os estames são didinâmicos, arqueado-convergentes sob o lábio superior da corola.
Os aquénios costumam ter formato ovóide e superfície lisa.

## Principais espécies
| - Satureja acinos - Satureja alpina - Satureja calamintha (nêveda, erva-das-azeitonas) - Satureja clinopodium - Satureja coerulea - Satureja cuneifolia - Satureja douglasii - Satureja greaca - Satureja hortensis (segurelha, segurelha-anual, segurelha-das-hortas, segurelha-dos-jardins) - Satureja juliana - Satureja marifolia - Satureja mexicana - Satureja montana (segurelha-das-montanhas, segurelha-de-inverno) | - Satureja multiflora - Satureja palmeri - Satureja rumelica - Satureja spicigera - Satureja thymbra - Satureja viminea - Satureja viminea - Satureja vulgaris |

- «Lista completa»

## Classificação do género
| Sistema | Classificação                        | Referência               |
| ------- | ------------------------------------ | ------------------------ |
| Linné   | Classe Didynamia, ordem Gymnospermia | Species plantarum (1753) |